# 잠실 뽕나무
잠실 뽕나무(蠶室 뽕나무)는 한남대교 남서쪽, 서울신동초등학교 북서쪽 잠원로변에 있는 뽕나무이다. 1973년 1월 26일 서울특별시의 기념물 제1호로 지정되었다.

## 개요
뽕나무(Morus alba Linnaeus)는 뽕나무과 뽕나무속에 속하는 낙엽교목(落葉喬木) 또는 관목(灌木)으로서 오디나무ㆍ새뽕나무라고도 한다. 중국ㆍ우수리ㆍ몽고ㆍ코카사스ㆍ중앙아시아ㆍ유럽 등지에 넓게 분포하며 북위 59도 55분까지 식재한다. 가지에 가시가 있으며 소지(小枝)에 털이 있다. 잎은 3개로 갈라지는 것과 가장자리가 밋밋하고 난형(卵形)인 것이 있다. 3개로 갈라지는 잎은 둔두(鈍頭) 원저(圓底)이며, 가장자리가 밋밋한 것은 예두(銳頭)이고 넓은 예저(銳底)이며 길이 6∼10cm, 나비 3∼6cm로서 표면에 잔털이 있고 뒷면에 융모(絨毛)가 있다. 엽병(葉柄)은 길이 15∼25mm로서 털이 있다. 꽃은 이가화(二家花, 암수의 꽃이 각각 다른 나무에서 핌)로서 5∼6월에 피며, 열매는 취과(取果)로서 둥글며 지름 2∼3cm 정도로서 육질(肉質)이고 9월에 적색으로 익으며, 수과는 5mm정도로서 흑색이다. 과육(果肉)은 달고 먹을 수 있다. 산뽕나무에 비해 암술대가 짧고 잎의 톱니가 둔하다.
《잠실 뽕나무》는 한남대교 남서쪽, 서울신동초등학교 북서쪽 잠원로변(한신아파트 120동 앞)에 위치하며, 가슴높이직경〔胸高直徑〕65cm로서 조선 초기에 심어진 것으로 추측되나 정확한 식수시기와 수령은 알 수 없다. 그러나 성종∼연산군 재위기간에 이 지역 일대에 신잠실(新蠶室)이 설치될 때 심어진 것으로 추측된다. 현재 고사된 상태로서 원줄기가 1.2m 높이에서 두 갈래로 갈라졌고 3.5m 높이에서 잘린 상태이다. 이 나무의 뿌리에서 싹터 자란 듯 수고 4m, 흉고직경 9cm에 달하는 나무가 바로 옆에 서 있다. 이 뽕나무 주변에는 수고 10m, 흉고직경 30cm에 달하는 큰 나무로부터 수고 1.5m, 흉고직경 4.5cm에 달하는 어린 것까지 8주 정도가 길이 11m, 폭 7m의 화단에 심겨져 있고 단지 주변 곳곳에 어린 것들이 식재되어 있다.
이 뽕나무가 잠실리뽕나무로 불리는 것은 이곳이 1963년 1월 1일 서울특별시에 편입되기 이전까지만 하더라도 경기도 시흥군 신동면 잠실리였기 때문인데 1963년 서울에 편입될 때 이미 현 송파구 (당시는 성동구)에 잠실동이 있으므로 중복을 피해 잠실리의「잠」자와 신동면 신원리「원」자를 따서 잠원동이라 칭한 것이다. 따라서 지하철 잠원역도 잠실역과의 혼동을 막기 위해 잠원역으로 불렀다. 흔히 잠실이라 하면 민간에서 잠종을 받아다가 뽕잎을 먹이고 누에를 치는 곳을 일컫는다. 그러나 조선전기 각종 문헌에서 볼 수 있는 잠실은 일반 민가의 잠실이 아니라 국립양잠소 격인 잠실도회(蠶室都會)를 의미한다. 조선 초기에는 중국의 예에 따라 우선 궁중에 잠실을 설치하였다. 이처럼 궁중에 잠실을 설치한 목적은 중전과 세자빈이 뽕나무를 기르고 누에 치는 일의 공들임을 익히도록 하며 백성에게 길쌈의 시범을 보이는 데에 있었다.
태종은 양잠을 국가적인 산업으로 육성하기 위해 잠실도회를 설치·운영하는 것이 타당하다고 판단하여 왕 16년(1416) 2월 우선 지방에 시범 잠실도회를 설치하니 이것이 잠실도회의 효시이다. 그 목적은 백성들로 하여금 양잠법을 견문시키고 이를 본받아 양잠 기술을 익히도록 함에 있었다. 서울지역에 잠실을 설치한 시기는 세종 때로 추정된다. 조선 전기에는 서울에 3개의 잠실이 설치되었다.
즉 연희궁의 서잠실과 아차산 아래 동잠실(현 송파구 잠실동) 그리고 잠원동 지역의 신잠실이 있었다.
신잠실의 설치연대는 정확히 알 수 없으나《용재총화》에 신잠실 기사가 수록된 것으로 보아 성종∼연산군 재위 때에 설치된 것으로 보인다. 그 후 신잠실은 동·서잠실과 함께 임진왜란을 겪으면서 유명무실해졌다. 그러나 조선말부터 일제 강점 초까지 잠원동에는 뽕나무 묘목을 재배하고 잠종을 보급하였으며 잠업강습소가 세워지기도 했다.

## 참고자료
- 잠실 뽕나무 - 국가유산청 국가유산포털

 본 문서에는 서울특별시에서 지식공유 프로젝트를 통해 퍼블릭 도메인으로 공개한 저작물을 기초로 작성된 내용이 포함되어 있습니다.